# Ronnie Bremer
Ronnie Bremer (* 14. Oktober 1978 in Kopenhagen) ist ein dänischer Autorennfahrer. Er startete 2005 in der Champ Car World Series.

## Karriere
Bremer begann seine Motorsportkarriere 1989 im Kartsport, in dem er bis 2001 aktiv war. Dreimal (1998, 1999 und 2001) wurde er dänischer Formel-A-Meister. Nachdem er bereits 2000 in der Winterserie der britischen Formel Ford Erfahrungen im Formelsport gemacht hatte, ging er 2001 in der britischen Formel Ford an den Start. Er gewann ein Rennen und beendete die Saison auf dem neunten Platz in der Meisterschaft. In der europäischen Formel Ford wurde er Siebter. Darüber hinaus machte er in der Danish Touringcar Championship (DTC) seine ersten Erfahrungen im Tourenwagensport.
2002 wechselte Bremer zu Manor Motorsport in die britische Formel-3-Meisterschaft. Mit einem zweiten Platz als bestes Resultat beendete er seine Debütsaison auf dem elften Platz in der Fahrerwertung. Er war in der Saison der schlechteste Pilot seines Teams. Darüber hinaus nahm er an vier DTC-Rennen teil. 2003 bestritt Bremer seine zweite Saison in der britischen Formel-3-Meisterschaft und wechselte zu Carlin Motorsport. Während seine Teamkollegen Alan van der Merwe und Jamie Green Meister bzw. Zweiter wurden, schloss Bremer die Saison mit zwei dritten Plätzen als beste Resultate auf dem sechsten Meisterschaftsrang ab.
2004 wechselte Bremer nach Nordamerika in die Atlantic Championship. Nach fünf Rennen bei Brooks Associates Racing, in denen er einen zweiten Platz erzielte, wechselte er zu Polestar Racing. Für diesen Rennstall stand er bei sieben Starts vier Mal auf dem Podest und gewann ein Rennen. Am Saisonende lag Bremer auf dem fünften Platz der Fahrerwertung. 2005 erhielt Bremer bei CTE Racing-HVM ein Champ-Car-Cockpit. Obwohl er in den ersten fünf Rennen drei Top-10-Platzierungen erzielt und seinen Teamkollegen Björn Wirdheim nach Punkten geschlagen hatte, trennte sich das Team nach dem fünften Rennen von ihm und ersetzte ihn durch Alex Sperafico. Bremer wechselte nach einem Rennen Pause zu Dale Coyne Racing, wo zuvor schon vier andere Fahrer das zweite Cockpit hatten. Bremer erzielte vier Platzierungen innerhalb der ersten zehn und ein sechster Platz war sein bestes Resultat. Auch hier setzte er sich intern gegen seinen Teamkollegen Ricardo Sperafico durch. In der Meisterschaft belegte Bremer den zwölften Platz und war drittbester Rookie.
2006 fand Bremer kein Cockpit in der Champ Car World Series. Er nahm schließlich an acht Rennen der DTC teil und startete zu einem Rennen der Atlantic Championship für Polestar Racing. 2007 ging Bremer für Polestar Racing zu den ersten sechs Rennen der Atlantic Championship an den Start. In der zweiten Saisonhälfte absolvierte er nur ein Rennen für Brooks Associates Racing. In der Fahrerwertung wurde er 15. Darüber hinaus trat er zu einem Rennen des dänischen VW-Polo-Cups an. Nach Ende der Saison hat er an keinem Formelsportrennen mehr teilgenommen.
2008 kehrte Bremer nach Europa zurück und nahm an einigen DTC-Rennen teil. Er wurde 27. in der Fahrerwertung. 2009 startete er im dänischen Peugeot Spider Cup. Bremer gewann alle 14 Rennen und wurde dominant Meister. Darüber hinaus nahm er an vier Rennen der ADAC GT Masters und zwei Rennen der FIA-GT3-Europameisterschaft teil.
2010 wechselte Bremer erneut nach Nordamerika, diesmal aber in den GT-Sport. Er startete für Stevenson Motorsports zu vier Rennen der Grand-Am Sports Car Series. 2011 ging Bremer bei sechs Rennen der Grand-Am Sports Car Series für Stevenson Motorsports an den Start. Dabei gewann er zweimal die GT-Wertung. Außerdem nahm er in der Saison erneut an zwei Rennen der ADAC GT Masters teil und trat zu drei Rennen, von denen er zwei gewann, im dänischen Legends Cup an.

## Statistik

### Karrierestationen
| - 1989–2001: Kartsport - 2000: Britische Formel Ford, Winterserie - 2001: Britische Formel Ford (Platz 9) - 2001: Europäische Formel Ford (Platz 7) - 2001: DTC (Platz 13) - 2002: Britische Formel 3 (Platz 11) - 2002: DTC (Platz 22) - 2003: Britische Formel 3 (Platz 6) | - 2004: Atlantic Championship (Platz 5) - 2005: Champ Car (Platz 12) - 2006: DTC (Platz 18) - 2006: Atlantic Championship (Platz 39) - 2007: Atlantic Championship (Platz 15) - 2007: Dänischer VW-Polo-Cup (Platz 18) - 2008: DTC (Platz 27) - 2009: Dänischer Peugeot Spider Cup (Meister) | - 2009: ADAC GT Masters (Platz 25) - 2009: FIA-GT3-EM - 2010: Grand-Am Sports Car Series, GT (Platz 31) - 2011: Grand-Am Sports Car Series, GT (Platz 22) - 2011: ADAC GT Masters - 2011: Dänischer Legends Cup (Platz 25) |